# Megáli Avlí
Megáli Avlí är en ort i Grekland.   Den ligger i prefekturen Nomarchía Anatolikís Attikís och regionen Attika, i den sydöstra delen av landet, 28 km sydost om huvudstaden Aten. Megáli Avlí ligger 197 meter över havet och antalet invånare är 160.
Terrängen runt Megáli Avlí är huvudsakligen kuperad, men åt nordväst är den platt.  Närmaste större samhälle är Glyfáda, 18,3 km väster om Megáli Avlí. 